# Lexicul limbii franceze
Lexicul limbii franceze se caracterizează în principal prin preponderența cuvintelor de origine latină, fie moștenite, fie împrumutate după constituirea limbii. Există și un substrat galic, din care au rămas relativ puține cuvinte. În număr ceva mai mare au rămas cuvinte dintr-un suprastrat germanic, din care provin cele mai vechi împrumuturi. În tot cursul istoriei sale, limba franceză s-a îmbogățit cu numeroase cuvinte din limbi foarte diferite, care au intrat în limbă fie direct, fie indirect. Cele mai multe împrumuturi au provenit mai demult din limba italiană, iar în secolul al XXI-lea predomină cele din limba engleză.
Dintre mijloacele interne de îmbogățire a lexicului, o sursă foarte importantă a fost și rămâne derivarea. Și prin compunere s-au creat și se creează cuvinte noi, dar mai puține decât în limbi precum germana.

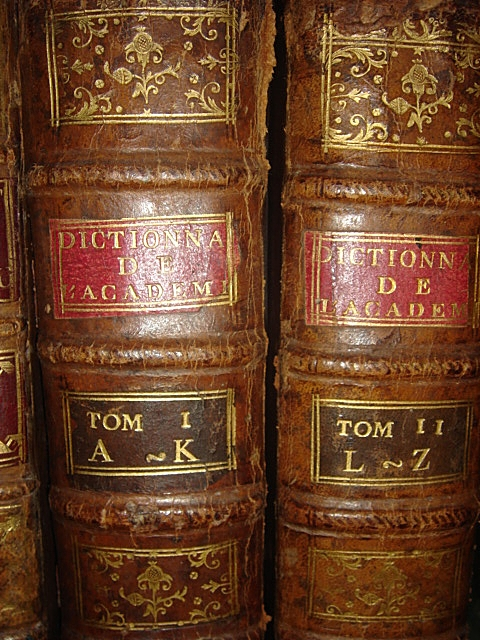
Dicționarul Academiei Franceze, ediția a IV-a, 1762.

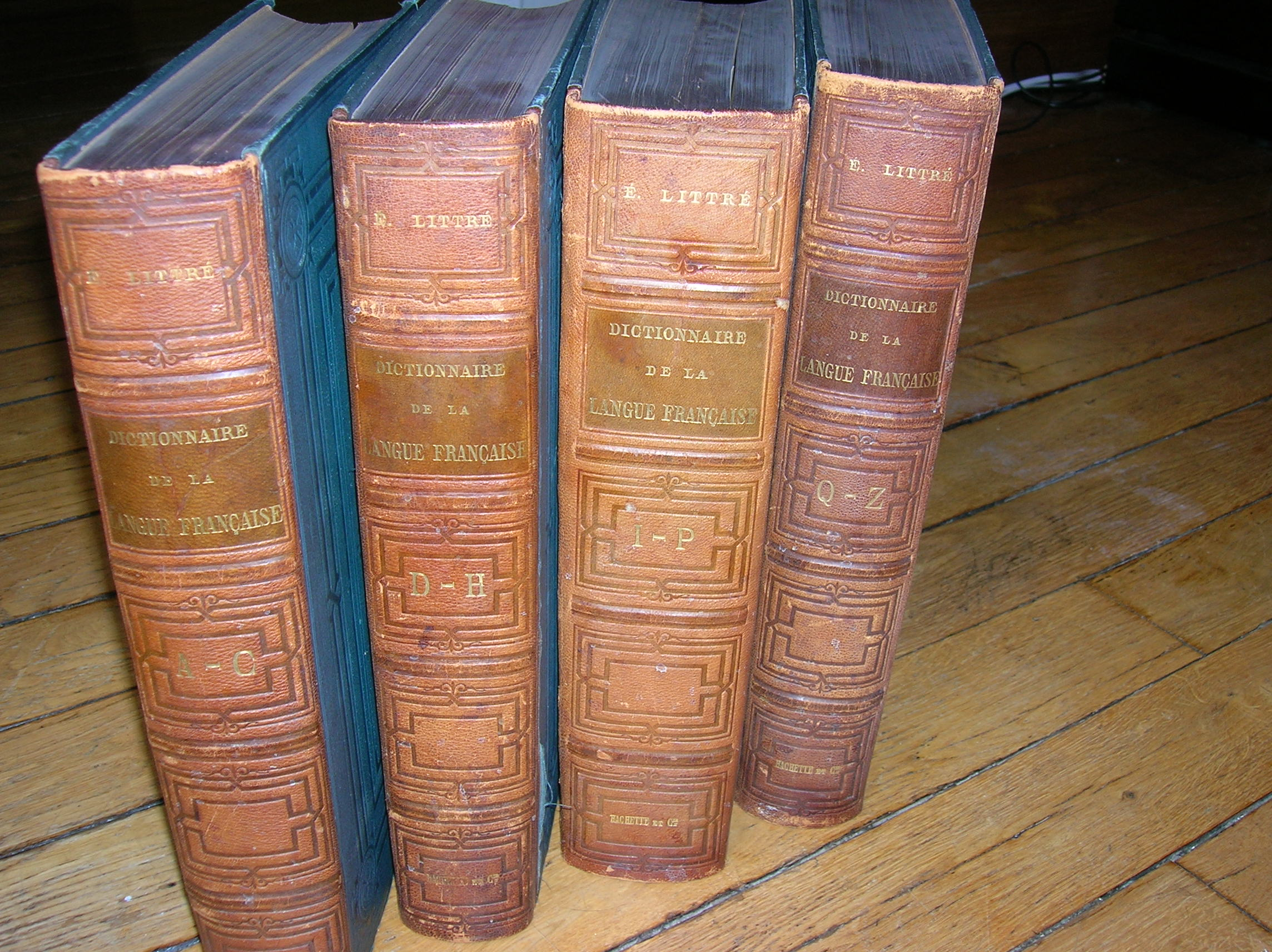
Dicționarul Littré, ediția din 1889.

## Compoziția lexicului
Nu se poate spune exact câte cuvinte are limba franceză. Trésor de la langue française (Tezaurul limbii franceze) a fost constituit pe baza unui număr de 1000 de texte literare a 350 de autori, cu 70 de milioane de ocurențe ale cuvintelor, și pe baza multor texte tehnice reprezentând 20 de milioane de ocurențe, lucrări apărute în anii 1789-1965, din care au rezultat 71.640 de cuvinte. După frecvență și procentajul din numărul de ocurențe, acestea se repartizează astfel:
| Frecvență          | Număr de cuvinte | Ocurențe |
| ------------------ | ---------------- | -------- |
| peste 7.000        | 907              | 90 %     |
| între 500 și 7.000 | 5.793            | 8 %      |
| sub 500            | 64.940           | 2 %      |

Marea majoritate a celor 907 cuvinte cele mai frecvente aparține fondului popular galo-roman.

### Cuvinte moștenite
Cuvintele moștenite ale limbii franceze aparțin substratului galic și fondului latinesc popular.

#### Substratul galic
Începând cu secolul al VIII-lea î.Hr. se poate vorbi de substratul format de limba celtică a galilor, la care se adaugă și câteva vestigii preceltice. Acestea din urmă sunt foarte puține la număr și originea lor este discutată. Asemenea cuvinte sunt, de exemplu, tamis „sită” (care s-ar putea să fie de origine galică), pot „oală” (intrat în latina populară, de unde a fost moștenit de franceză), patte „labă” (ipotetic de origine preceltică), clapier „coteț de iepuri” (preluat de franceză din limba occitană veche).
Cuvinte de origine galică (în afară de toponime) sunt numai circa 100 în lexicul francez din secolul al XXI-lea. Unele au trecut mai întâi din galică în latină înainte de cucerirea Galiei de către romani, și din aceasta au fost moștenite de franceză, de exemplu BRACA, cuvânt care a dat în franceză braies „ițari”. Altele au fost preluate de romani după cucerire, de exemplu vassal „vasal”. Majoritatea cuvintelor galice rămase în limbă sunt cele folosite de galii a căror limbă a fost asimilată de latină, dar care, deveniți galo-romani, au continuat să le folosească. Exemple:
- toponime (cele mai multe): Amboise și Amiens, care conțin rădăcina celtică cu sensul „apă curgătoare”; Nantes, Nantua, Dinan, pe baza unei rădăcini care înseamnă „vale”; Autun, Melun, Verdun, Issoudun, Lyon, Laon, bazate pe cuvântul DUNUM „fortăreață pe o înălțime”[7];
- nume de plante: bruyère „iarbă-neagră”, chêne „stejar”, bouleau „mesteacăn”, sapin „brad”;
- nume de animale: alouette „ciocârlie”, mouton „oaie”;
- termeni din domeniul meșteșugurilor: jante (la origine „partea circulară a roții de lemn”, în limba modernă „jantă”), benne (la origine „cărucior de răchită”, în limba modernă „benă”), tonneau „butoi”, char „car”, carriole „căruță”, carrosse „caleașcă”;
- termeni agricoli: charrue „plug”, sillon „brazdă”, soc „brăzdar”, glaner „a culege spice după seceriș”.

#### Fondul latinesc moștenit
O parte importantă a lexicului francez este dată de cuvintele moștenite din latina populară, fond care a început să se constituie odată cu cucerirea romană, în secolul I î.Hr. Lexicul de bază al francezei este compus în cea mai mare parte din cuvinte moștenite din latină sau formate în franceză pe baza unor asemenea cuvinte. Ca dovadă, din cele 212 cuvinte franceze care corespund celor din lista de 207 cuvinte ale listei Swadesh a limbii engleze, 191 de cuvinte, adică 90,09 % sunt latinești, iar din cele 101 cuvinte corespunzătoare listei Swadesh restrânse, de 100 de cuvinte, 98 sunt de origine latină moștenite. Câteva exemple: CANIS > chien „câine” CANTARE > chanter „a cânta”, TESTA > tête „cap”, VIRIDIS > vert „verde”.

### Mijloace externe de îmbogățire a lexicului

#### Împrumuturi lexicale
Împrumuturile sunt o sursă importantă de îmbogățire a lexicului francez, începând cu perioada în care limba locuitorilor Galiei este asimilată de latină. Un studiu din 1991 arată că printre 35.000 de cuvinte din dicționarele Petit Dictionnaire Larousse și Micro-Robert plus, ce cuprind cuvintele din franceza curentă, s-au găsit 4.192 de împrumuturi, adică ceva mai puțin de 13 %. Acestea se repartizează în felul următor:
| Limbi                                                            | Număr de cuvinte | Procentaj |
| ---------------------------------------------------------------- | ---------------- | --------- |
| engleză (inclusiv din S.U.A.)                                    | 1053             | 25,0 %    |
| italiană                                                         | 698              | 16,6 %    |
| germanică veche                                                  | 544              | 13,0 %    |
| limbi galoromanice de pe teritoriul Franței actuale și limitrofe | 481              | 11,5 %    |
| arabă                                                            | 214              | 5,1 %     |
| limbi celtice                                                    | 158              | 3,8 %     |
| spaniolă                                                         | 157              | 3,7 %     |
| neerlandeză                                                      | 151              | 3,6 %     |
| germană                                                          | 147              | 3,5 %     |
| persană și sanscrită                                             | 109              | 2,6 %     |
| limbi amerindiene                                                | 99               | 2,4 %     |
| limbi din Asia (în afară de persană, sanscrită și cele semitice) | 86               | 2,0 %     |
| limbi semitice altele decât araba                                | 56               | 1,3 %     |
| limbi slave și baltice                                           | 53               | 1,2 %     |
| alte limbi                                                       | 186              | 4,5 %     |

Observații:
1. Nu sunt incluse aici împrumuturile din limba latină și cele din limba greacă veche (vezi mai jos).
2. Nu sunt diferențiate cuvintele intrate direct de cele împrumutate prin intermediul altei limbi.

Din punctul de vedere al părților de vorbire există o mare diferență cantitativă între substantive și celelalte cuvinte. Primele reprezintă 90 % din împrumuturi, pe când verbele 6 %, adjectivele 3 %, adverbele ceva mai puțin de 1 %, iar interjecții sunt numai șase.

##### Suprastratul germanic
Cele mai vechi împrumuturi sunt date de suprastratul germanic. Unele cuvinte germanice intraseră deja în latină înainte ca aceasta să pătrundă în Galia și să asimileze limba galilor. Asemenea cuvinte sunt SAPO, care a dat în franceză savon „săpun”, sau SPELTA, devenit în franceză épeautre „(varietate de) grâu”. Dar suprastratul germanic propriu-zis se constituie între secolele al V-lea și al VII-lea d.Hr., când în limba galilor romanizați intră cuvinte din limba francilor, care cuceresc o mare parte din Franța de azi. Influența lor n-a fost destul de mare pentru ca limba lor s-o asimileze pe cea a galo-romanilor, dar destul de mare ca să dea numele Franței și a poporului francez. Cuvinte germanice vechi există în toate domeniile:
- multe antroponime: Bernard, Renaud;
- toponime: Roubaix, Mulhouse;
- nume/adjective de culori: bleu „albastru”, blanc „alb”, gris „cenușiu”, brun „brun”, blond „blond”;
- nume de plante și fructe: aulne „arin”, hêtre „fag”, haie „gard viu”, blé „grâu”, gazon, framboise „zmeură”, groseille „coacăză”;
- nume de animale: martre „jder”, renard „vulpe”, chouette „bufniță”, mésange „pițigoi”, écrevisse „rac”, hareng „hering”;
- termeni militari: guerre „război”, flèche „săgeată”, fourreau „teacă”;
- sufixul -ard, în montagnard „muntean”, vantard „lăudăros” etc.;
- adverbe: trop „prea (mult)”, guère „nu prea”.

Majoritatea cuvintelor cu h aspirat inițial, dovadă că acesta se pronunța când cuvintele respective au intrat în limbă, sunt de origine germanică veche. Exemple: hache „topor”, haine „ură”, haïr „a urî”, halle „hală”, hameau „cătun”, hangar „șopron, hangar”, hâte „grabă”.

##### Împrumuturi din limbile regionale
Limba regatului francez era una dintre limbile oïl din grupul limbilor galoromanice, cea vorbită la Paris și în împrejurimi. Aceasta a devenit nucleul limbii franceze, răspândit treptat pe tot teritoriul actual al Franței odată cu autoritatea regilor. În acest proces, limba franceză a adoptat multe cuvinte din limbile vorbite în alte regiuni din Franța actuală, dintre care unele se vorbesc și în țări limitrofe. La aceasta au contribuit și contactele comerciale devenite intense începând cu târgurile din provincia Champagne, organizate în secolul al XII-lea, la care se întâlneau negustori din multe regiuni. Majoritatea limbilor vorbite pe teritoriul Franței sunt galoromanice (limbi oïl, limba occitană, limba francoprovensală), dar sunt și alte limbi romanice (limba catalană, limba corsicană), precum și limbi neromanice: limba alsaciană, limba neerlandeză, limba bască, limba bretonă. Din aceste limbi au pătruns în limba franceză cuvinte precum canevas „canava” (din limba picardă, una din limbile oïl), brioche „cozonac” (din limba normandă, altă limbă oïl), oie „gâscă” (din limba oïl vorbită în Champagne), gamin „puști” (din limba oïl vorbită în Franche-Comté), vidange (la origine „golirea și curățarea unui recipient”, sens recent „schimb de ulei” de motor, din neerlandeză), échantillon „eșantion” (din francoprovensală), barrique „butoi” (dintr-un dialect al limbii occitane vorbit în Gasconia), béret „beretă” (din dialectul occitan vorbit în Béarn), airelle „merișor” (din dialectul occitan vorbit în Cévennes), cadenas „lacăt” (din dialectul occitan vorbit în Provence), bizarre „bizar” (din limba bască), bijou „bijuterie” (din limba bretonă).

##### Împrumuturi din latină, greacă și din limbi romanice altele decât galoromanice

###### Împrumuturi latinești
Încă din secolele al VIII-lea și al IX-lea, numită perioada „renașterii carolingiene”, deci de la începuturile limbii franceze, aceasta începe să se îmbogățească cu cuvinte din limba latină medievală, prin intermediul limbii scrise a clericilor cărturari. Astfel, în cursul Evului Mediu intră în limbă și unele cuvinte latinești a doua oară, pe lângă forma moștenită, formându-se perechi de dublete, cu diferențe de sens mai mici sau mai mari între membrii lor. Exemple:
- DIRECTUS > droit (cuvânt moștenit) „drept” și direct;
- FABRICA > forge „atelier de fierărie, forjă” și fabrique „munca fierarului” (sensul la prima atestare), „fabrică”;
- FRAGILIS > frêle „firav, plăpând” și fragile „fragil”;
- GEMERE > geindre „a geme, a se tângui” și gémir „a geme”;
- NAVIGARE > nager „a înota” și naviguer „a naviga”;
- POTIO > poison „otravă” și potion „poțiune”;
- SPATHULA > épaule „umăr” și spatule „spatulă”.

Împrumuturile din latină (de astă dată cea clasică) s-au înmulțit considerabil în epoca Renașterii (secolul al XVI-lea în Franța), când a devenit din ce în ce mai mare nevoia de termeni de specialitate în diferite domenii, mai ales științifice. Și unele cuvinte dintre acestea formează perechi de dublete cu cuvinte moștenite din latină. Exemple:
- CLAVICULA > cheville 1. „cep” (pentru asamblarea unor piese de lemn); 2. „gleznă” și clavicule „claviculă”;
- FRICTIO > frisson „fior” și friction „frecție”;
- INTEGER > entier „întreg” și intègre „integru”;
- LIBERARE > livrer „a livra” și libérer „a elibera”;
- OPERARI > œuvrer „a lucra” și opérer „a opera”;
- PORTICUS > porche „pridvor” și portique „portic”.

Procesul de îmbogățire cu cuvinte latinești sau formate din cuvinte latinești este neîntrerupt până în prezent. Este vorba mai ales de termeni de specialitate, dar nu numai. Câteva exemple: binocle „binoclu”, divergent, objectif (intrate în secolul al XVII-lea), agglomérer, carbone, stagnation (secolul al XVIII-lea); amibe „amibă”, bacille, rupestre (secolul al XIX-lea); bonus, distractif, vigile „paznic de noapte” (secolul al XX-lea).
În registrul de limbă elevat se folosesc și unele expresii latinești ca atare: a priori, ad hoc, de facto, post mortem, sine die etc.
Nu numai direct din latină, ci și din unele limbi moderne, precum italiana, germana sau engleza au intrat în franceză cuvinte latinești la origine (vezi mai jos).
În limbajele știițifice se folosesc de asemenea multe elemente de compunere savantă latinești, de exemplu: ambi- (ambivalent), bi- (biatomique), extra- (extraterrestre „extraterestru”), inter- (intergalactique) etc.

###### Împrumuturi grecești
Cuvinte din greaca veche au intrat în franceză pe mai multe căi. Cele care au intrat în latină înainte ca aceasta să asimileze limba galilor sunt de fapt cuvinte moștenite. Asemenea cuvinte sunt chambre „cameră”, coup „lovitură”, chaise „scaun”.
O parte din împrumuturile propriu-zise sunt adoptate tot prin intermediul latinei, de exemplu din traducerile latinești ale Bibliei: ange „înger”, baptême „botez”, paradis, zizanie „zâzanie”. Tot prin intermediul latinei sunt preluați mulți termeni savanți, începând cu secolul al XIV-lea. Astfel sunt carte (prima atestare cu sensul „carte de joc”, apoi „hartă”), mastiquer „a mesteca”, sarcophage „sarcofag”, capsule „capsulă” etc.
Împrumuturile directe din greacă încep prin secolul al XIV-lea prin traduceri, de exemplu din Aristotel, intensificându-se în epoca Renașterii. De atunci sunt atestate în franceză cuvinte ca analogue, économie „economie” sau orchestre „orchestră”. Adoptarea de cuvinte grecești continuă fără încetare, mai ales în limbajele științifice și tehnice: botanique „botanică”, épisode, phosphore „fosfor” (secolul al XVII-lea); acoustique, euphorie, sarcastique (secolul al XVIII-lea); aphone, génétique (adjectiv), sidérurgie „siderurgie” (secolul al XIX-lea); diaspora, séisme „seism”, thermos (secolul al XX-lea). Tot în aceste domenii se formează continuu cuvinte noi din elemente grecești sau din unul grecesc și altul din altă limbă. Elementele prime de compunere savantă de origine greacă archi- (archiconnu „arhicunoscut”), micro- (microfilm), mono- (monorail „monoșină”), hyper- (hypermarché „hipermarket”) sau sufixele -iser, -isme continuă să fie productive.
Cuvinte grecești la origine au intrat în franceză și prin intermediul unor limbi moderne ca germana și engleza, care le-au adoptat mai întâi (vezi mai jos).

###### Împrumuturi italiene
Cuvinte italienești intră în limba franceză începând cu secolul al XIV-lea, prin intermediul comercianților. În acest secol sunt adoptate cuvinte ca ambassade „ambasadă”, buste „bust”, canon „tun”, importance sau police „poliță” (în sensul financiar). În secolul al XV-lea apar în franceză cuvintele banque „bancă” și banqueroute „faliment al unei bănci”, aduse de cămătari italieni împreună cu activitatea lor.
Influența italiană culmină în secolul al XVI-lea datorită unor evenimente istorice precum războaiele pentru teritorii din Italia, mai ales cele duse de regele Francisc I, apoi prezența la curtea Franței a reginelor de origine italiană, Ecaterina și Maria de Medici. În urma acestor evenimente se răspândește în Franța Renașterea, aducând și multe cuvinte italienești din diverse domenii: balcon, ballon „minge”, bouffon „bufon”, caleçon „izmene”, colonel, festin, jovial, parapet, récolte, valise etc. Și în secolul al XVII-lea mai sunt adoptate cuvinte italienești, precum bandit, bombe „bombă”, coupole „cupolă”, dessiner, gazette „gazetă”, pantalon etc.

###### Împrumuturi spaniole și portugheze
Cuvinte spaniole pătrund în franceză mai ales în secolul al XVII-lea. Este vorba mai întâi de cuvinte propriu-zis spaniole, precum camarade sau moustique „țânțar”, apoi de cuvinte din limbi amerindiene: chocolat „ciocolată”, cacao, tomate „tomată”, caoutchouc „cauciuc”, maïs „porumb”.
Limba portugheză aduce francezei mai puține cuvinte: caramel, marmelade, pintade „bibilică” (portugheze propriu-zise), ananas (cuvânt dintr-o limbă amerindiană din Brazilia).

##### Împrumuturi germanice altele decât engleze
Influența germanică asupra limbii franceze nu se limitează la suprastratul constituit de limba francilor, ci continuă în Evul Mediu cu împrumuturi din alte limbi germanice. În primul rând este vorba de limba vikingilor care ocupă Normandia în secolul al X-lea și sunt asimilați de populația locală, care vorbea o limbă oïl. De la ei rămân mai ales toponime: Honfleur, Harfleur, Barfleur (-fleur însemnând „golf mic”), Appetot, Robertot, Yvetot (în care -tot înseamnă „sat”), Houlbec, Caudebec (-bec „pârâu”). Alte cuvinte de această origine sunt puține, de exemplu joli „drăguț” și duvet „puf”.
Ca influență a vecinătății cu populație flamandă vorbitoare de limba neerlandeză în nordul Franței și în Belgia actuală, se adaugă cuvinte din domeniul pescuitului, marinei și comerțului aduse de olandezi în secolele XVI și XVIII. Astfel de cuvinte sunt flétan (numele unei specii de pește), foc „foc”, matelot și vrac.
Din limbile germanice nordice intră în franceză câteva cuvinte în secolele XVI-XIX: homard „homar”, ski, nickel „nichel”, tungstène „tungsten”, vanadium, thorium „thoriu”. Ultimele patru, nume de metale, provin de la chimiști suedezi.
Cuvinte din limba germană propriu-zisă, relativ puține la număr, intră în franceză începând cu secolul al XII-lea: liste (sec. XII), quille „popic” (sec. XIII), cric (sec. XV). Numărul lor crește întrucâtva din secolul al XVI-lea, în primul rând prin cuvinte din domeniul mineritului, urmare a privilegiilor acordate de regele Francisc I unor mineri germani. Astfel apar în franceză cuvintele cobalt (sec. XVI); bismuth, zinc (sec. XVII); feldspath „feldspat”, quartz „cuarț” (sec. XVIII) . Sunt adoptate și cuvinte legate de viața cotidiană: trinquer „a ciocni pahare cu băutură” (sec. XVI), chic „șic” (sec. XVIII), accordéon „acordeon” (sec. XIX). În secolul al XX-lea sunt adoptate mai multe cuvinte din domenii ca medicina (allergie „alergie”, électrocardiogramme „electrocardiogramă”), psihologia (affect „afect”, autisme), politica (social-démocratie „social-democrație”) etc. Acestea sunt de fapt formate din cuvinte grecești (allergie, électrocardiogramme, autisme), latinești (affect) sau existente anterior în franceză și compuse după model german (social-démocratie).
Prin intermediul germanei au intrat în franceză și câteva cuvinte din limbi central-europene, precum calèche „caleașcă” și pistolet din limba cehă, coche „diligență” și sabre „sabie” din limba maghiară, cravate „cravată” din limba croată (etnonimul hrvat „croat”), uhlan „ulan” (militar cavalerist) din limba poloneză (care l-a preluat din limba turcă).

##### Împrumuturi englezești
Împrumuturile din engleză, atât britanică, cât și americană, sunt cele mai numeroase în franceza actuală, majoritatea lor fiind relativ de dată recentă, dar sunt și împrumuturi mai vechi, de exemplu beaupré „catarg (orizontal)” (sec. XIV), carpette „carpetă” (sec. XVI), flanelle „flanelă” (sec. XVII).
Influența engleză se face simțită începând cu mijlocul secolului al XVII-lea, datorită unor evenimente istorice care aduc Anglia în atenția publicului francez. Este vorba de executarea regelui Carol I (1649) și revocarea Edictului de la Nantes de către Ludovic al XIV-lea (1685), care provoacă emigrarea multor protestanți francezi în Anglia. Aceștia primesc în vizită numeroși intelectuali francezi, care admiră instituțiile politice engleze. Astfel apar în franceză cuvinte ca speaker „președintele Camerei Comunelor”, pamphlet „pamflet” și session „sesiune”, apoi, în secolul al XVIII-lea, motion „moțiune”, budget „buget”, législature „legislatură”, mémorandum, vote „vot”. În acest secol se manifestă o adevărată anglomanie, care aduce limbii franceze și cuvinte ca frac, redingote, rosbif, cricket sau whisky.
Numărul de împrumuturi crește în secolul al XIX-lea. Atunci se adoptă multe cuvinte din domenii ca:
- sportul: însuși cuvântul sport, precum și court „teren de tenis”, football, match „meci”, sprint, record, tennis;
- transporturile: ferry „feribot”, rail „șină”, wagon „vagon”, macadam;
- călătoriile: touriste „turist”, globe-trotter „călător care cutreieră lumea”, bungalow „casă de vacanță”;
- îmbrăcămintea: smoking, pyjama.

Frecvența împrumuturilor anglo-saxone culmină în secolul al XX-lea și al XXI-lea, în toate domeniile, înmulțindu-se cele din engleza americană. Exemple dintre acestea din urmă: bermuda (pantalonii), best-seller „carte de succes”, bulldozer „buldozer”, cafétéria „bufet”, disco, jeep, motel, sexy.
Creșterea influenței lingvistice anglo-saxone după Primul Război Mondial se explică prin mai mulți factori. Cel mai important este puterea S.U.A. în toate domeniile, dar în cazul limbii franceze, această influență este favorizată și de faptul că 28,24 % din lexicul limbii engleze sunt împrumuturi din latină și 5,3 % împrumuturi din greacă, limbi care sunt surse foarte importante de împrumuturi și pentru franceză. Dintre exemplele de mai sus, carpette, pamphlet, session, motion, législature, mémorandum, vote sunt la bază cuvinte latinești. În plus, influențele reciproce dintre engleză și franceză sunt intense și neîntrerupte începând cu cucerirea Angliei, în secolul al XI-lea, de către normanzii vorbitori ai unei limbi oïl. Astfel, 28,3 % din cuvintele englezești sunt de origine normandă sau franceză.
Un fenomen interesant este „întoarcerea” în franceză a multor cuvinte intrate din aceasta în engleză, în timpul Evului Mediu. Dintre exemplele de mai sus este cazul cuvintelor budget, frac, court, cricket, sport, record, tennis. Alte cuvinte conțin elemente sau unul din elemente franceze la origine, combinate în engleză. Exemple: redingote < engl. riding coat „haină de călărie”, dintre care al doilea element este de origine franceză; rosbif < roast beef „carne de vită friptă”, în care ambele elemente sunt de origine franceză; touriste < tourist, din cuvântul francez tour și sufixul latinesc (grecesc la origine) -ist; globe-trotter, din cuvintele de origine franceză globe și trot, cu sufixul englezesc -er.
În limbajele științifice și tehnice, majoritatea cuvintelor preluate de franceză din engleză sunt de fapt formate în aceasta pe baza unor cuvinte latinești sau grecești. De exemplu abrasif „abraziv”, admittance „admitanță” și vitamine „vitamină” sunt formate pe baze latinești, iar systémique „sistemic”, topologie și xénon „xenon” pe baze grecești.

##### Împrumuturi arabe
Cuvinte arabe au intrat în franceză pe mai multe căi. Încă în Evul Mediu, contactele dintre cruciați și arabi, precum și vecinătatea cu Spania cucerită de arabi au avut unele consecințe lingvistice. De exemplu, din secolul al XII-lea datează în franceză cuvântul amiral cu sensul de „emir” la sarazini, iar din secolul al XIII-lea cu sensul de astăzi. Alte cuvinte împrumutate în acea epocă sunt farde devenit ulterior prin derivare fardeau „povară” (sec. XII); arsenal, jarre „urcior”, luth „lăută” (sec. XIII).
Alte cuvinte arabe au pătruns prin intermediul limbii italiene a negustorilor care aduceau mărfuri din Orient. Astfel de cuvinte sunt coton „bumbac”, jupe „fustă” (sec. XII); douane „vamă”, împrumutat de arabă din persană (sec. XIII); carat, magasin „magazin” (sec. XIV).
Și limba spaniolă a fost o filieră de împrumuturi arabe, de exemplu hasard „întâmplare, hazard” (sec. XII); algorithme „algoritm” (sec. XIII); guitare „ghitară”, împrumutat de arabă din greacă (sec. XIII).
În Evul Mediu, cărturarii arabi excelează în științe. Ei aduc în Europa o seamă de termeni care intră în franceză prin intermediul latinei medievale, din domenii ca:
- matematicile: chiffre (sec. XIII, cu sensul „zero”, apoi cu cel de astăzi, „cifră”), algèbre „algebră” (sec. XIV);
- astronomia: zénith „zenit” (sec. XIV);
- chimia: alchimie (sec. XIII, de unde ulterior chimie); alambic (împrumutat de arabă din greacă), borax (sec. XIII); amalgame (sec. XV);
- medicina (nume de plante și substanțe medicinale): safran „șofran”, sirop (sec. XII); camphre „camfor” (cuvânt sanscrit la origine), épinard „spanac” (persan la origine) (sec. XIII).

Și prin intermediul englezei au intrat câteva cuvinte arabe în franceză, de exemplu moire „moar” (sec. XVII), apoi mohair (sec. XIX), cu același etimon ca primul cuvânt.
Unele cuvinte au intrat în argoul militarilor francezi, cu ocazia cuceririlor franceze din Magreb, în secolul al XIX-lea. Dintre acestea, unele se păstrează în registrul familiar, de exemplu toubib „doctor” (medic), clébard „javră”, souk „harababură” (în arabă „piață”).
Începând cu anii 1960, în urma imigrației din Magreb, vorbitorii de franceză preiau unele cuvinte din domeniul gastronomic, precum couscous (mâncare pe bază de urluială de grâu fiartă), merguez (cârnăcior din carne de oaie) sau méchoui (miel sau oaie la proțap; masă la care se servește). Alte cuvinte sunt limitate la registrul familiar: fissa „repede”, un chouia „un pic”, avoir la baraka „a avea baftă”.

##### Cuvinte internaționale
La fel ca majoritatea limbilor europene, indiferent de familia din care fac parte, și franceza a adoptat numeroase cuvinte internaționale. Acestea aparțin unor domenii variate, mai ales științifice și tehnice, din care multe au intrat în vorbirea curentă: 
- nume de unități de măsură: gramme „gram”, mètre „metru”, volt;
- nume de discipline științifice: algèbre „algebră”, anatomie, logique „logică”;
- nume de arte: ballet „balet”, opéra „operă”;
- termeni din domenii artistice: allegro, aquarelle „acuarelă”, drame „dramă”, baryton „bariton”;
- nume de alimente și băuturi: chocolat „ciocolată”, hamburger, pizza, salade „salată”;
- termeni științifici și tehnici: atome, internet, laser, moteur „motor”, radar, radio, robot, téléphone „telefon”;
- nume de elemente chimice: aluminium, hélium „heliu”, silicium;
- nume de animale, plante și fructe exotice pentru Europa sau dispărute: ananas, dinosaure „dinozaur”, lama „lamă”, mammouth „mamut”, zèbre „zebră”;
- numele monedelor naționale: euro, dollar „dolar”, yen;
- nume de sporturi: hockey „hochei” sprint, surf „surfing”.

Sursa directă a acestor cuvinte poate fi limba în care au apărut inițial, de exemplu în cazul când reflectă o realitate specifică unei anumite țări (monedele naționale, hamburger, pizza) ori, în cazul termenilor științifici și tehnici, din limba descoperitorului sau inventatorului (aluminium, dinosaure, téléphone). Alteori este vorba de o limbă intermediară, ca în cazul cuvintelor chocolat (în franceză intrat din spaniolă, care l-a împrumutat din limba nahuatl) sau algèbre (din arabă, prin intermediul latinei medievale).
În cazul numelor de unități de măsură formate din numele de familie ale unor savanți, precum volt, nu se poate vorbi despre o limbă de origine anume.
Din punctul de vedere al originii, cele mai multe cuvinte internaționale sunt grecești și latinești, sau formate pe baza unor elemente din aceste limbi. Dintre exemplele de mai sus, gramme, mètre, anatomie, logique, drame, baryton, atome, téléphone, hélium, dinosaure, euro sunt grecești, iar moteur, radio, aluminium, silicium sunt latinești. Cuvântul internet este format din prefixul latinesc inter- și cuvântul englezesc net „rețea”.
Multe alte cuvinte internaționale sunt englezești sau formate pe baza unor cuvinte englezești. Astfel sunt hockey, sprint, surf, laser (siglă din light amplification by stimulated emission of radiation „amplificarea luminii prin emisia stimulată a radiației”), radar (acronim de la radio detection and ranging „detectare prin radio și determinarea distanței”).
Mai rare sunt cuvintele internaționale de origine arabă (algèbre), italiană (allegro) sau rusă (mammouth).

##### Gradul de asimilare a împrumuturilor
Asimilarea împrumuturilor poate fi totală, atunci când vorbitorul obișnuit nu simte ca străin nici cuvântul împrumutat, nici noțiunea corespunzătoare. Integrarea are loc atât din punct de vedere fonetic, cât și morfolgic. Este în general cazul împrumuturilor relativ vechi, din celelalte limbi de pe teritoriul Franței (bijou), din latina medievală (gémir), din greacă (économie), din italiană (banque), din spaniolă (camarade), din portugheză (pintade „bibilică”), din germană (chic), din engleză (beaupré). Asemenea cuvinte se pronunță exact conform regulilor limbii franceze (de exemplu beaupré, foarte diferit și ca pronunțare, și ca grafie de etimonul englezesc bouspret), verbele se integrează în sistemul de conjugare francez (de exemplu gémir în conjugarea a doua), de la ele s-au derivat alte cuvinte pe teren francez (bijou → bijoutier, bijouterie; gémir → gémissement „geamăt”, camarade → camaraderie). Uneori împrumutul ia formă franceză prin etimologie populară. Astfel, sintagma engleză country dance „dans de la țară” a devenit în franceză contredanse, primul element fiind interpretat greșit ca fiind contre „contra”.
Cuvântul împrumutat poate fi integrat fonetic și morfologic, dar să fie simțit totuși ca un împrumut, dacă denumește o realitate străină. Este, de exemplu, cazul cuvântului zèbre, care se pronunță și se scrie conform régulilor limbii franceze, având și derivat francez, zébrure „dungă”.
În legătură cu împrumuturile neasimilate, vorbitorul are conștiința faptului că sunt împrumuturi, din cauza formei neadaptate. Dintre acestea unele corespund unor realități ajunse pe teritoriul limbii franceze odată cu cuvântul, de exemplu camping, parking „parcare” sau week-end, altele denumesc realități străine: harem, mozzarella etc. Neintegrarea se poate manifesta și prin pronunțarea neuniformă de către francofoni a împrumuturilor respective. De exemplu, pipeline „conductă de petrol” este pronunțat și [piplin], și [pajplajn]; gas-oil „motorină”, scris ca în engleză, se pronunță [gazɔjl] sau [gazwal], dar se scrie și gazole, fiind pronunțat [gazɔl].
Între împrumuturile total integrate și cele deloc integrate se situează împrumuturile adaptate. Acestea sunt relativ recente, simțite ca atare, dar cu adaptare sonoră și grafică, de exemplu bogue „defect într-un software” (din englezescul bug), disquette „dischetă” (< engl. diskette), și/sau morfologică, de exemplu débogage „căutarea și corectarea defectelor într-un software” (< engl. debugging).

#### Calcuri lexicale

##### Calcuri de structură morfematică
Acestea constau în traducerea unor cuvinte compuse sau derivate din limba de origine. Astfel de calcuri sunt în principal de două feluri:
- Calcurile totale pornesc de la cuvinte străine compuse sau derivate cu prefixe, ale căror elemente sunt redate cu cuvinte deja existente în limba franceză: engl. sky scraper → gratte-ciel „zgârie-nori”, engl. credit card → carte de crédit „card de credit”, engl. goal-keeper → gardien de but „portar” (la fotbal, handbal etc.).
- Calcurile parțiale păstrează un element din limba model. Un exemplu de asemenea calc este bande vidéo „bandă video” din engl. video tape, în care primul element este francez, iar al doilea – englez[20].

##### Calcuri semantice
Calcul semantic este un procedeu prin care unui cuvânt existent în limbă i se atribuie un sens nou sub influența unui sens al cuvântului străin corespunzător. Este cazul lui réaliser, cu sensul inițial „a face să existe”, care, sub influența engl. to realize, este folosit și cu sensul „a-și da seama”, sau al lui supporter (sens inițial „a îndura”) ajuns să aibă și sensul „a sprijini”, calc semantic după engl. to support.

### Mijloace interne de îmbogățire a lexicului

#### Crearea spontană de cuvinte
Cuvintele create spontan nu au la bază elemente moștenite sau împrumutate, ci exprimarea sentimentelor prin manifestări sonore spontane, imitarea unor zgomote sau sugerarea prin anumite complexe sonore a unor conținuturi afective suplimentare pe lângă conținuturi noționale.

##### Interjecții
Interjecțiile create spontan sunt la origine manifestări sonore nearticulate, care exprimă bucurie, durere, mânie, mirare, decepție etc., care cu timpul s-au fixat într-o anumită formă sonoră articulată. Unele, din cauza originii lor, sunt asemănătoare în diferite limbi, fără să fie vorba de împrumuturi. Exemple de asemenea interjecții sunt în franceză ah, hé, oh, pst etc. Pe lângă interjecțiile de acest fel există și unele create prin conversiune din alte părți de vorbire (vezi mai jos).

###### Onomatopee și cuvinte onomatopeice
Onomatopeele imită zgomote prin complexe sonore compuse din sunete ale limbii. Unele sună la fel sau aproximativ la fel în mai multe limbi, de exemplu coucou și cucu în franceză și română, dar majoritatea sună diferit, de pildă sunetul scos de rață: couin couin în franceză, mac mac în română.
Unele onomatopee sunt folosite autonom numai ca atare, de exemplu ouf, dar altele pot fi folosite și ca substantive care denumesc sunete, de exemplu tic-tac, froufrou „foșnet” (referitor la o țesătură), sau numele animalului care scoate sunetul respectiv: le coucou „cucul”. Majoritatea cuvintelor onomatopeice sunt verbe derivate de la onomatopee:
- de la sunete scoase de animale: miauler „a mieuna”, ronronner „a toarce”;
- de la manifestări sonore de animale și/sau omenești: happer „a hăpăi”, laper „a lăpăi”, murmurer „a murmura”, ronfler „a sforăi”;
- de la alte zgomote: claquer „a plesni”, cliqueter „a clincăni”, froufrouter „a foșni”.

Sunt și substantive onomatopeice formate prin derivare regresivă de la verbe onomatopeice, de exemplu murmure (< murmurer).

###### Creații expresive
Asemenea cuvinte sunt, de exemplu, brimbaler „a (se) bălăbăni, a (se) bălăngăni”, cahin-caha „târâș-grăpiș” și dodu „dolofan”.
Tot creații expresive sunt cuvintele din limbajul copiilor mici și din cel folosit de adulți cu acești copii: caca, dodo „nani”, lolo „lăptic”. Unele asemenea cuvinte au trecut în registrul de limbă curent: bébé, maman „mămică”, papa „tătic”.
Un loc aparte îl ocupă sintagmele metaforice vizuale pentru a denumi unele lucruri: œil de bœuf „fereastruică rotundă sau ovală” (literal „ochi de bou”), gueule de loup „gura leului” (literal „bot de lup”), patte d’oie „riduri la coada ochiului” (literal „labă de gâscă”), langue de chat „prăjitură sau bucată de ciocolată subțire și lunguiață” (literal „limbă de pisică”).

#### Formarea de cuvinte

##### Conversiunea
Prin conversiune (numită și derivare improprie) se formează cuvinte noi prin modificarea clasei lor lexico-gramaticale. Astfel se pot forma:
- substantiv:
  - din pronume: moi „eu” → le moi „eul”;
  - din adjectiv: la ville capitale „orașul principal” → la capitale „capitala”, un homme malade „un om bolnav” → un malade „un bolnav”, beau „frumos” → le beau „frumosul”;
  - din numeral: l’autobus 33 (trente-trois) → le 33;
  - din verb: devoir (infinitiv) „a datora” → le devoir „datoria”, habitant (participiu prezent) „locuind” → un habitant „un locuitor”, écrit (participiu trecut) „scris” → un écrit „o scriere”;
  - din cuvinte gramaticale: pourquoi (adverb) „de ce” → le pourquoi „motivul”; pour „pentru”, contre „contra” (prepoziții) → le pour et le contre „argumentele favorabile și cele defavorabile”;
- adjectiv:
  - din substantiv: marron „castană” → une robe marron „o rochie maro”;
  - din verb: charmant (participiu prezent) „care încântă” → charmant „încântător”, assuré (participiu trecut) „asigurat” → un travail assuré „o muncă asigurată”;
  - din adverb: mal „rău” → un film pas mal „un film bunicel”;
- adverb:
  - din adjectiv: chanter faux „a cânta fals”[24];
  - din prepoziție: avant „înainte de” → les habitudes d’avant „obiceiurile de dinainte”;
- interjecție:
  - din substantiv: Attention!;
  - din adjectiv: Bon!;
  - din verb: allons (imperativ) „să mergem” → Allons! Ne pleure pas! „Hai, nu mai plânge!”;
- conjuncție din verb qu’il/elle soit (subjonctiv) „să fie” → soit aujourd’hui, soit demain „fie azi, fie mâine”.

##### Derivarea
Derivarea propriu-zisă se face în franceză cu sufixe și prefixe. În ambele aceste categorii de afixe se pot distinge (exemple în cuvinte mai jos):
- afixe populare:
  - moștenite din latină sau împrumutate din alte limbi:
    - sufixe: -able (din latină), -eur (din latină), -ard (germanic), -ade (din limbi romanice meridionale) etc.;
    - prefixe: dé-, entre-, re-, sur- (din latină) etc.;
- afixe savante:
  - împrumutate din latină:
    - sufixe: -al, -ation etc.
    - prefixe: extra-, inter-, pro-, trans- etc.

  - împrumutate din greacă:
    - sufixe: -ite, -ose etc.;
    - prefixe: anti-, tri- etc.

###### Sufixe
Din punctul de vedere al sensului lexical al cuvintelor derivate, se pot distinge sufixe:
- formatoare de nume de agent: disque → disquaire „comerciant de discuri”, informatique „informatică” → informaticien, céramique „ceramică” → céramiste;
- formatoare de substantive abstracte: parent „rudă” → parenté „rudenie”, esclave „sclav” → esclavage „sclavie”, cellule „celulă” → cellulite „celulită”, virus → virose „viroză”;
- formatoare de substantive colective: chêne „stejar” → chênaie „stejăriș”, colonne „coloană” → colonnade „colonadă”;
- formator de adjective care dau o calificare aproximativă: bleu „albastru” → bleuâtre „albăstrui”, doux, douce „dulce” → douçâtre „dulceag”;
- augmentative: mont „munte” → montagne „munte mare”, mur „perete” → muraille „zid” (de exemplu de cetate);
- diminutive: fille „fată” → fillette „fetiță”, ours „urs” → ourson „ursuleț”, fendre „a crăpa” (verb tranzitiv) → fendiller „a face fante mici, superficiale”;
- peiorative: chauffeur „șofer” → chauffard „șofer imprudent, periculos”, écrivain „scriitor” → écrivassier „scriitor fără talent”.

În exemplele de mai sus, sufixele nu schimbă clasa lexico-gramaticală a cuvintelor bază.
Din punct de vedere lexico-gramatical, există sufixe:
- formatoare de substantive:
  - din verbe: skier → skieur, aménager „a amenaja” → aménagement „amenajare”, indexer „a indexa” → indexation „indexare”, trouver „a găsi” → trouvaille „găselniță”;
  - din adjective: bon „bun” → bonté „bunătate”, haut „înalt” → hauteur „înălțime”;
- formatoare de adjective:
  - din substantive: parent „părinte” → parental „părintesc”, argile „argilă”> argileux, aliment → alimentaire;
  - din verbe: manger „a mânca” → mangeable „bun de mâncat”;
- formatoare de verbe:
  - din adjective: solidaire → se solidariser „a se solidariza”;
  - din substantive: plan → planifier'' „a planifica”;
- formator de adverbe (există unul singur): chaud „cald” → chaudement „cu căldură”.

Din aceeași rădăcină se pot forma mai multe cuvinte prin sufixare. De exemplu, rădăcina am- produce:
| Rădăcină | Sufixe           | Sufixe                       | Sufixe              |
| -------- | ---------------- | ---------------------------- | ------------------- |
| Rădăcină | substantivale    | adjectivale                  | adverbial           |
| am-      | -i- „prieten”    | -(c)al(e)- „prietenos(oasă)” | -ment „prietenește” |
| am-      | -ant „amant”     | –                            | –                   |
| am-      | -our- „dragoste” | -eux(se)- „îndrăgostit(ă)”   | -ment „cu dragoste” |

###### Derivarea regresivă
Cu acest procedeu se formează un cuvânt prin eliminarea unui sufix. De cele mai multe ori, astfel se formează substantive, eliminându-se sufixul de infinitiv al verbelor corespunzătoare. Uneori rămâne rădăcina verbului, formându-se un substantiv masculin (accorder „a acorda” → accord „acord”, labourer „a ara” → labour „arătură”), alteori se adaugă un e la rădăcină și rezultă un substantiv feminin: attaquer „a ataca” → attaque „atac”, nager „a înota” → nage „înot”. În cazul formării de substantive masculine, uneori are loc o schimbare fonetică în rădăcină: avouer „a mărturisi” → aveu „mărturie”, gagner „a câștiga” → gain „câștig”. Se poate forma și substantiv din substantiv prin eliminarea unui sufix: démocratie → démocrate, aristocratie → aristocrate.
Mai rar, se elimină e final al unui substantiv feminin, formându-se astfel un substantiv din alt substantiv sau un adjectiv dintr-un substantiv, uneori cu o schimbare fonetică înaintea lui e: médecine „medicină” → médecin „medic”, châtaigne „castană” → châtain „castaniu, șaten”.

###### Prefixe
Din punct de vedere semantic, prefixele pot fi:
- cuantificatoare: moteur „motor” → trimoteur „trimotor”;
- intensive: ordinaire „obișnuit” → extraordinaire „extraordinar”, estimer „a estima” → surestimer „a supraestima”;
- iterative: faire „a face” → refaire „a reface”;
- de poziționare: gouvernemental → antigouvernemental, progouvernemental;
- privative: lavé „spălat” → délavé „spălăcit”, tolérable „tolérabil” → intolérable „intolerabil” lisible „citeț” → illisible „neciteț”;
- reciproce: couper „a tăia” → entrecouper „a întretăia”;
- spațiale: urbain „urban” → interurbain „interurban”, atlantique → transatlantique;
- temporale: histoire „istorie” → préhistoire „preistorie”.

###### Derivarea parasintetică
Prin acest procedeu, un cuvânt bază primește un sufix și un prefix, formându-se un verb. Procesul poate fi
- concomitent (courage „curaj” → décourager „a descuraja”, poison „otravă” → empoisonner „a otrăvi”) sau
- decalat:
  - mai întâi sufixare (gel „îngheț” → geler „a îngheța”), apoi prefixare (geler → dégeler) sau invers,
  - mai întâi prefixare (gel → dégel „dezgheț”), apoi sufixare (dégel → dégeler)[28].

Astfel se pot forma și substantive (de exemplu branche „ramură” → embranchement „ramificație”) sau adjective: front „frunte” → effronté „nerușinat”.

##### Compunerea
În franceză, compunerea este mai puțin frecventă decât, de exemplu, în germană. Elementele cuvântului compus pot fi din aceeași clasă lexico-gramaticală sau din clase diferite, iar în unele se poate distinge natura raportului sintactic care a existat între elemente. Exemple:
- substantiv + substantiv: chou-fleur „conopidă” (literal „varză-floare”), aide-maçon „ajutor de zidar”, wagon-restaurant;
- determinant abstract + substantiv: madame „doamnă” (literal „doamna mea”);
- adjectiv + substantiv: rond-point „intersecție cu sens giratoriu” (literal „punct rotund”), coffre-fort „seif” (literal „cufăr tare”);
- adverb + substantiv: avant-bras „antebraț”, arrière-pensée „gând ascuns”;
- adjectiv + adjectiv: ivre-mort „beat mort”;
- substantiv + atribut substantival:
  - fără prepoziție, după un procedeu curent în franceza veche: timbre-poste „timbru poștal”;
  - cu prepoziție: pot-au-feu „(fel de) supă de carne de vită” (literal „oală pe foc”), pomme de terre „cartof” (literal „măr de pământ”), arc-en-ciel „curcubeu” (literal „arc pe cer”);
- prepoziție + substantiv: après-midi „după-amiază”;
- verb la infinitiv + verb la infinitiv cu funcție de complement direct: savoir-faire „pricepere” (literal „a ști să facă”), savoir-vivre „bune maniere” (literal „a ști să trăiască”);
- propoziție:
  - cu verb la indicativ prezent, persoana a III-a singular: des on-dit „zvonuri” (literal „se zice”), un homme comme il faut „un om cumsecade”.
  - cu verb la indicativ prezent, persoana a III-a singular + substantiv:
    - în funcție de complement direct: portefeuille „portofel, portofoliu” (literal „poartă foaie”), porte-bagages „port-bagaj (de vehicul pe două roți)”;
    - în funcție de alt complement: meurt-de-faim „muritor de foame”;

  - cu verb la imperativ: laissez-passer „permis de liberă trecere” (literal „lăsați să treacă”); rendez-vous „întâlnire” (literal „duceți-vă”);
  - cu verb la indicativ prezent, persoana a III-a singular repetat: passe-passe „scamatorie” (literal „trece-trece”);
- frază: va-et-vient „du-te-vino” (literal „merge și vine”).

După cum se vede, cuvintele compuse franceze pot fi scrise în trei feluri: într-un singur cuvânt (portefeuille), cu cratimă (porte-bagages) sau cu spații între elemente (pomme de terre), fără să existe reguli precise în această privință.
O categorie aparte sunt compozițiile dintr-un element care, deși are sens lexical, nu poate fi cuvânt de sine stătător, și un cuvânt propriu-zis sau un alt element neautonom. Este un procedeu foarte frecvent în limbajele științifice și tehnice. Elementele de compunere savantă provin în general din cuvinte autonome în latină sau greacă și pot fi prime sau secunde. Exemple: 
- element prim + cuvânt: agrochimie „agrochimie” (latinesc), photosensible „fotosensibil” (grecesc);
- cuvânt + element secund: insecticide „insecticid” (latinesc), bureaucratie „birocrație” (grecesc);
- element prim + element secund: agriculteur (latinești), philologie „filologie” (grecești).

##### Telescoparea cuvintelor
Un cuvânt telescopat este compus din două părți ale altor două cuvinte, în general prima parte a unuia și a doua parte a celuilalt. De multe ori există o parte comună celor două cuvinte. Este vorba la origine de jocuri de cuvinte, de cuvinte create în mod conștient de scriitori sau ziariști într-un scop stilistic, dar unele sunt create de savanți, iar altele de lingviști, pentru a înlocui împrumuturi. Unele s-au încetățenit în limba franceză curentă. Exemple:
- tapuscrit (← taper „a tasta” + manuscrit „manuscris”) „text dactilografiat”[31];
- courriel (← courrier „corespondență” + électronique, cu partea comună e) – termen creat și adoptat oficial în Québec, apoi și în Franța, pentru a înlocui e-mail[32];
- franglais (← français + anglais, cu partea comună an) – limbaj în care se folosesc abuziv împrumuturi din engleză și calcuri după engleză;
- informatique (← information + automatique, cu partea comună mati) „informatică”[33];
- photocopillage (← photocopie + pillage „jaf”, cu partea comună pi) – fotocopierea ilegală a unei opere scrise[34].

Există și cuvinte telescopate internaționale folosite și în franceză, precum motel, codec și modem.

##### Trunchierea
Prin acest procedeu se taie o parte dintr-un cuvânt, dar cuvântul rezultat din partea rămasă nu are un sens lexical diferit de cuvântul bază, ci doar trece în registrul de limbă familiar. Uneori, un astfel de cuvânt înlocuiește cu timpul cuvântul bază în registrul curent. Acesta a fost cazul unor cuvinte ca cinéma (← cinématographe „cinematograf”), métro „metrou” (← métropolitain), photo (← photographie „fotografie”), stylo „stilou, pix” (← stylographe) sau vélo „bicicletă” (← vélocipède). Alte cuvinte trunchiate rămân deocamdată în registrul familiar, deși se folosesc deja în presă: ado (← adolescent), maths (← mathématiques), prof (← professeur).
De obicei se taie partea finală a cuvântului bază (exemplele de mai sus), dar uneori se taie partea inițială, ca în cazul lui bus (← autobus „autobuz”).

##### Sigle și acronime
Siglele se pot scrie atât cu puncte după inițialele cuvintelor prescurtate, cât și fără puncte: BD sau B.D. [be'de] (← bande dessinée „bandă desenată”), CGT sau C.G.T. [se.ʒe'te] (← Confédération Générale du Travail „Confederația Generală a Muncii”), SDF sau S.D.F. [ɛs.de'ɛf] (← sans domicile fixe „fără domiciliu fix”), SNCF sau S.N.C.F. [ɛs.ɛn.se'ɛf] (← Société Nationale des Chemins de Fer „Societatea Națională a Căilor Ferate”), VTT sau V.T.T. [ve.te'te] (← vélo tout terrain „bicicletă de munte”). Siglele scrise în această formă sunt invariabile, deci nu primesc semnul pluralului, s.
Unele sigle s-au lexicalizat și se pot scrie precum cuvintele obișnuite, de exemplu une bédé „o bandă desenată”. În acest caz, se scriu la plural cu s (des bédés „benzi desenate”). Siglele mai frecvente au și derivate, de exemplu cégétiste (← CGT).
Acronimele pot fi formate din litere și/sau din silabe inițiale, fiind pronunțate precum cuvintele obișnuite: OTAN [ɔ'tɑ̃] (← Organisation du traité de l'Atlantique Nord) „NATO”, ONU (← Organisation des Nations Unies), PACS (← Pacte Civil de Solidarité formă de parteneriat domestic alta decât căsătoria). Ultimele două acronime au derivate: adjectivele onusien, onusienne, respectiv pacsé, -e; verbul (se) pacser.

## Familii lexicale
În unele familii lexicale, rădăcina poate fi neschimbată în toate cuvintele. Exemplu: dent „dinte”, dentier „proteză dentară”, denture „dantură”, dentition „dentiție”, édenté „știrb”. În altele, rădăcina suferă o schimbare, bunăoară am- din exemplul dat mai sus devine aim- în verbul aimer „a iubi” din familia respectivă.
Uneori, familia lexicală este formată din cuvinte cu rădăcini diferite, dar având același sens, una fiind moștenită, iar alta împrumutată (altele împrumutate). De exemplu, din familia lui champignon „ciupercă” face parte champignonner „a culege ciuperci”, dar și fongus „ciupercă de mare” (din latinescul clasic fungus), derivatul acestuia fongicide „fungicid”, precum și mycose „micoză” (format cu elementul prim de compunere savantă myco-, de la grecescul μυ ́κης „ciupercă”).

## Polisemia
Multe cuvinte își schimbă sensul în cursul istoriei limbii și chiar în cursul vieții unui același vorbitor. Dintre sensurile dobândite, unele se pierd, altele se mențin, putând rezulta cuvinte polisemantice. De exemplu, cuvântul toilette (diminutivul lui toile „pânză”) avea inițial sensul „bucată mică de pânză”. De aici a ajuns să denumească succesiv:
a) bucată mică de pânză pusă pe o mobilă pe care se pun obiectele necesare spălării corpului și îngrijirii părului;
b) mobila respectivă;
c) acțiunea de a se spăla și de a-și îngriji corpul;
d) acțiunea de a se îmbrăca, de a se găti;
e) ansamblul hainelor și accesoriilor purtate;
f) încăpere unde se spală și se îngrijește corpul (prin prescurtarea sintagmei cabinet de toilette);
g) încăpere unde se fac necesitățile fiziologice.
În limba actuală, toilette continuă să fie polisemantic, având sensurile b), c), d) și, la plural, sensul g) (les toilettes).
Schimbarea de sens se poate face prin procedee ca:
- metafora: un astre brillant „un astru strălucitor” → un élève brillant „un elev foarte bun”;
- metonimia: un verre de crystal „un pahar de cristal” → un verre de vin „un pahar de vin”;
- eufemismul: sensul g) al lui toilettes.

## Omonimia
În franceză, din cauza unor particularități ale evoluțiilor fonetice, omonimia este mai frecventă decât în celelalte limbi romanice. De exemplu, numai în franceza modernă s-a ajuns la omofone (în număr de șase) din șase cuvinte latine heterofone, care au dat în alte limbi romanice tot șase cuvinte heterofone: SANCTUS → saint „sfânt”, SINUS → sein „sân”, SANUS → sain „sănătos”, CINCTUS → ceint „încins”, QUINQUE → cinq „cinci”, SIGNUM → seing „semn”, toate pronunțate [sɛ̃]. De altfel, aceasta este una din cauzele caracterului etimologic predominant al ortografiei franceze, dat fiind că s-a simțit nevoia de a diferenția măcar în scris omonimele. De aceea, în general, omonimele nu sunt și omografe, dar sunt și din acestea, de exemplu pêche „piersică” și pêche „pescuit”.